# أليكسي جدانوف
أليكسي جدانوف (الروسية: Алексей Геннадьевич Жданов) هو لاعب كرة قدم روسي في مركزي الهجوم والدفاع، ولد في 28 مارس 1982 في ستاري اوسكول في روسيا. لعب مع روتور فولغوغراد وزمبرو تشيسيناو ولوخ إينيرجيا فلاديفوستوك ونادي فنتسبيلس.

## وصلات خارجية
- أليكسي جدانوف على موقع قاعدة بيانات كرة القدم.إي يو (الإنجليزية)
- أليكسي جدانوف على موقع Soccerway.com (الإنجليزية)